# 인터라켄
인터라켄(독일어: Interlaken)은 스위스 베른주에 위치한 도시로, 면적은 4.3km2, 높이는 568m, 인구는 5,429명(2010년 기준), 인구 밀도는 1,234명/km2이다.
도시 이름은 독일어로 "호수(laken) 사이(Inter)"를 뜻한다. 동쪽에 있는 브리엔츠호와 서쪽에 있는 툰호 사이에 위치한 도시이며 시내에는 아레강이 흐른다. 융프라우 등산의 거점이기 때문에 많은 관광객들이 몰린다. 융프라우에는 인터라켄 동역을 거쳐 올라간다.

## 역사
1891년까지 인터라켄은 아르뮐레(Aarmühle)로 알려져 있었다. 아우구스티누스 수도회의 수도원이 1133년경 지어졌으며, 이 수도원은 1528년까지 지속되었다. 1365년 아레강 좌안에 있는 방앗간은 아물리(Amuli)로 처음 언급되었고, 1239년 오른쪽 언덕 마을은 빌라 인데를라펜(villa Inderlappen)으로 언급되었다.

### 선사시대
인터라켄 주변에서는 신석기 시대의 화타석, 청동기 시대의 검, 로마 제국 시대의 동전이 발견되고 있다. 그러나 중세 시대 이전에 사람이 거주했는지에 대한 증거는 발견되지 않았다.
신성 로마 제국 시대인 1133 년경, 아레강의 왼쪽 언덕에 인터라켄 수도원이 건립되었다. 수도원은 강에 놓인 다리를 관리하고 통행료로 수입을 얻었다. 수도원 주변에는 마을이 형성되었고, 강변에는 수차가 늘어서 1891년까지 이 마을의 이름의 유래가 되었다. 강의 오른편 언덕으로 인터라켄 마을이 발전해 나갔고, 1279년부터 1280년에는 인근에 운타제인 마을도 형성되었다.
운터제인에 있는 제국 성채인 바이세나우성과 시장 마을인 바이덴에도 가까이 있어, 그들은 잠시 수도원 산하가 된 시대가 있었지만, 중세 후기에는 쇠퇴했다.

### 인터라켄 수도원 시대

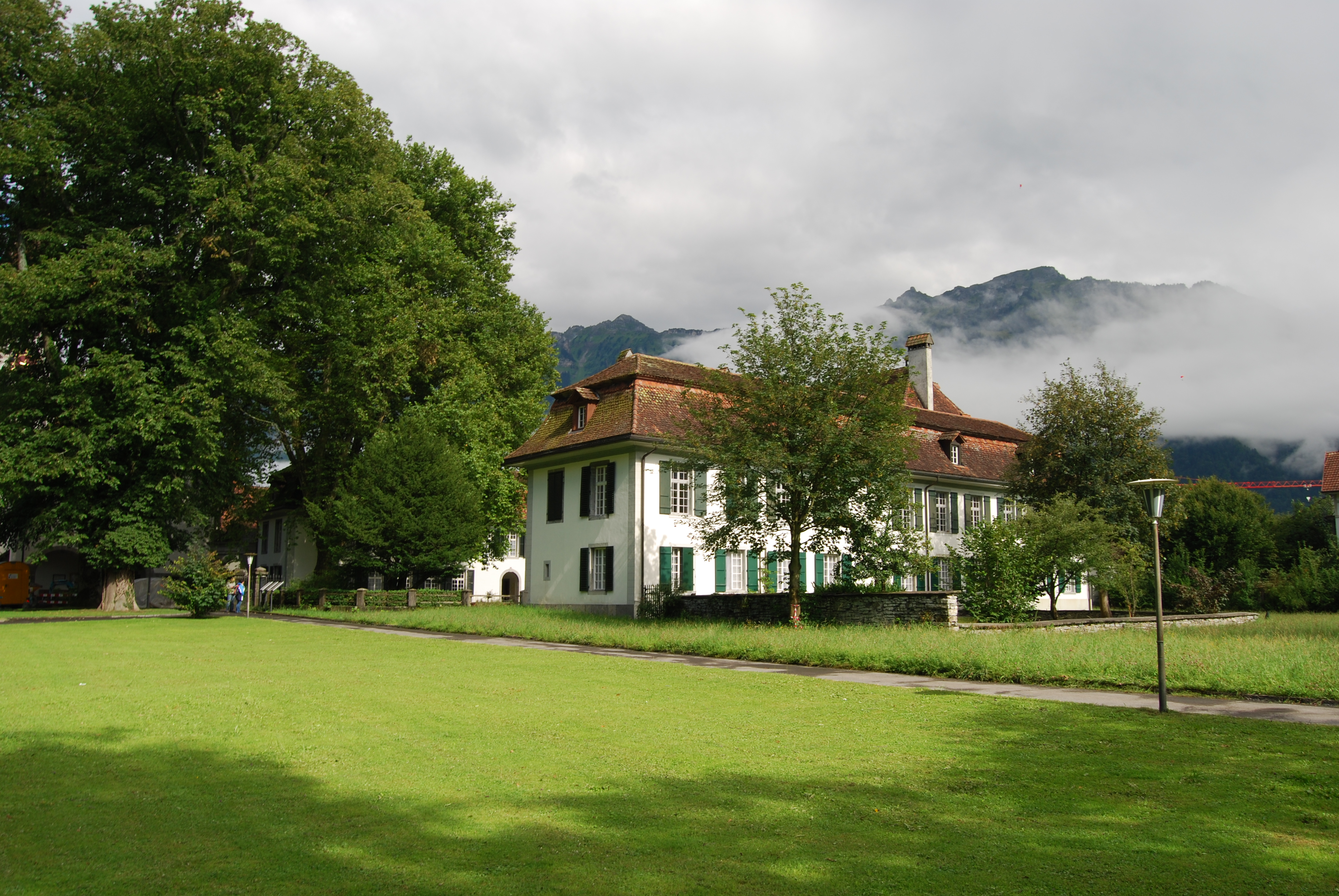
1746–50년 수도원 서쪽편에 지어진 뉴캐슬(New Castle)

인터라켄 수도원은 1133년에 처음으로 역사에 등장한다. 1133년, 신성 로마 제국 황제 로타르 3세는 인터라켄 수도원을 보호하에 두었다. 1247년경 수도사와 함께 수녀도 거주하고 있었다. 13세기에 들어서자 수도원의 영향력은 아레 계곡과 규베 계곡을 포함한 주변 지역으로 확장되어 나갔다. 마침내 12개의 교회를 지도하에 두고 많은 마을과 농지를 얻어 종교계에서는 지역 최대의 토지를 가지게 되었다.
13세기부터 14세기 초반에 걸쳐, 수도원은 더욱 발전하고 번영했다. 그러나 1350년, 수도원은 충돌과 항쟁으로 수도사와 수녀의 수가 감소했다. 그리고 부채가 늘어나 큰 부담을 안게 된다. 1310년 문서에 따르면, 수도원에는 30명의 사제와 20명의 신도, 그리고 350명의 여성이 있었지만, 1472년에는 수도원장, 차장, 9명의 수도사, 7명의 수련사와 27명의 수녀가 있었다. 게다가 수도원은 소작인이나 인근 주민과 많은 문제를 안고 있었다. 1348년 그린델발트와 빌더스빌은 운터발덴과 상호 방어 동맹을 맺었다. 베른은 이에 대해 베르너 오버란트에 군대를 파견하고, 그 결과 운터발덴과 동맹군이 패배했다. 1445년에는 사악동맹이 인터라켄 근처의 오버란트에서 봉기해 베른의 징병과 과세에 맞서 옛 취리히 전쟁으로 이어졌다.
수도사와 수녀는 14세기 동안 대부분의 수도원 규칙을 지킬 수 없게 되었다. 1472년, 수도사와 수녀 사이에 폭력을 동반한 싸움이 일어나, 로잔 사제가 두번이나 방문해 심각한 결함을 지적하는 사태에 이르렀다. 수도원장은 체포되었고 수도사의 일부는 이동되어 다른 수도원의 수도사들로 대신 채워졌다. 그리고 개혁이 진행되었지만, 수도여회는 1484년에 해산하였고, 베른에 새로 만들어진 세인트 빈센트 수도원으로 재산이 이관되었다.
스위스에서 종교 개혁 중이었던 1528년, 인터라켄 수도원은 폐지되고 세속화되었다. 수도사는 처분금을 받았고, 수도원의 재산은 베른 행정관의 관리하에 들어갔다. 수도원 소작인들은 세금의 폐지를 요구하면서 폭동을 일으켰지만 베른 정부에 의해 진압되었다.
종교 개혁 후, 베른 정부는 수도원이 소유한 토지를 위해 인터라켄 관구를 창설했다. 수도원 건물의 일부는 지방 행정 청사로 사용되었고, 다른 건물은 빈곤자를 위한 병원으로 사용되었다. 1562년에서 1563년에 걸쳐, 수도원에 있는 교회의 성가대 자리를 곡물고와 포도주 저장고로 바꾸었다. 1746년부터 1750년 사이에 사무엘 틸리에르 장관 하에서 수도원의 서쪽 건물이 철거되고, ‘뉴캐슬’(New Castle )이라 불리는 건물이 신축되어 그 후 인터라켄 지방의 행정청이 되었다.

### 아르뮐레 시대

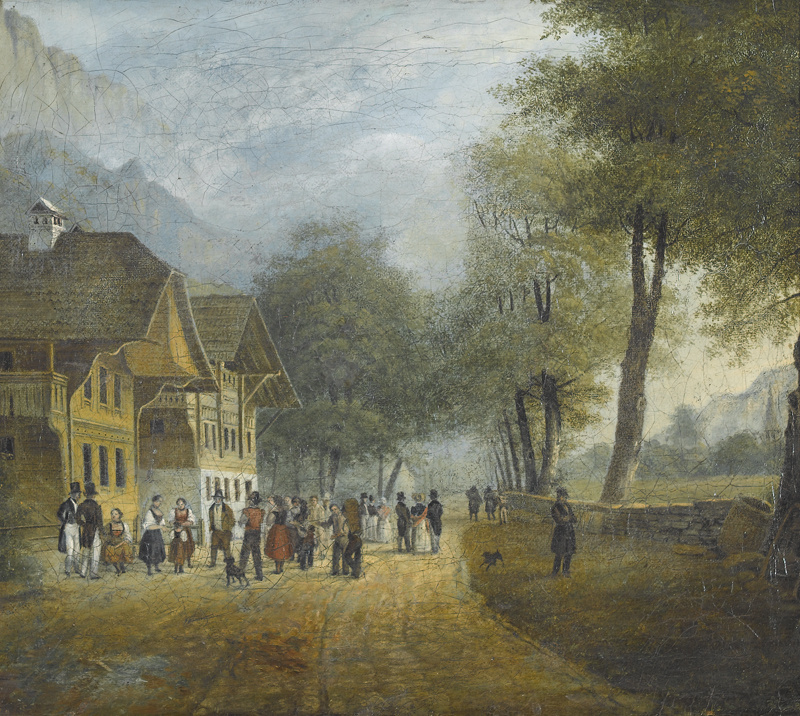
Höhenweg der Aarmühle nach Interlaken 1823년 아르뮐레의 그림, by Jules-Louis-Frédéric Villeneuve

아르뮐레(Aarmühle)라는 이름은 1365년까지 지어진 아레강을 따라 늘어선 물레방아에서 유래한다. 1365년부터 인터라켄 수도원은 매주 장과 매년 큰 장을 아르뮐레에서 열었다. 아르뮐레는 독자적인 보이에르트(농업협동조합)를 갖고 있었지만, 정치적으로는 마텐시(Matten)의 일부가 되어 있었다.
16세기에 아르뮐레의 보이에르트와 주변의 보이에르텐은 공유지와 숲의 사용을 놓고 다투기 시작했다. 1533년, 1586년, 1618년의 중재 시도는 성공하지 못했다. 1633년 빌더즈빌은 마텐에서 분리되어 독립 자치체가 되었다. 그러나 아르뮐레와 마텐 사이의 분쟁은 계속되었고, 1761년 인터라켄 구역의 지사가 중재를 시도했으나 실패하였다. 1810년 아르뮐레가 독립하기까지는 1838년까지 두 마을이 공유 재산을 분할했다.
분가 무렵 아르뮐레와 마텐에서는 소작농(일하던 땅을 소유하지 않은 농민)의 수가 크게 달랐다. 1831년에는 아르뮐레 인구의 37%가 소작인이었고, 마텐에는 12%만이 거주했다. 이는 마텐의 인구가 땅에 밀접하게 묶여 농부로 남아있었고, 아르뮐레에서는 관광 무역을 지원하기 시작했다는 것을 의미했다.

### 아르뮐레에서 인터라켄으로
아레강의 오른쪽 언덕에서는 운터제인이 독립 지자체가 되어 인터라켄의 마을을 흡수하고 있었다. 1838년에 왼쪽 언덕 마을들은 마텐과 아르뮐레로 자치체로 2개의 나누어졌지만, 아르뮐레에서는 우체국과 철도역에 인터라켄이라는 이름이 사용되어 점차 유명해져 갔다. 아르뮐레는 1891년 정식으로 명칭을 인터라켄으로 변경했다.

### 관광업의 부상
국제적인 휴양지로서 인터라켄의 평판은 1800년경부터 프란츠 니클라우스 케니히와 그 외의 다른 풍경화가가 그린 풍경화로 널리 알려지기 시작했다. 1805년과 1808년에 개최된 스위스의 전통문화 축제인 운스프넨제 축제의 성공도 인터라켄에 많은 관광객을 끌어들였다. 1820년경부터는 산행이나 온천 관광객이 증가하였고, 1859년에는 거대한 온천 리조트인 쿠르샬(Kursaal)이 개점했다. 많은 호텔이 세워졌고, 교통편도 좋아지면서, 관광업의 초기 발전이 탄력을 받았다.
1835년에는 툰에서 증기선 항로가 툰호로 열렸고, 브리엔츠호에도 1839년 브리엔츠에서 오는 증기선 항로가 열렸다. 1872년에는 데알리겐에서 인터라켄까지 툰호를 따라 베델리 철도가 개통했고, 2년 뒤인 1874년에는 인터라켄에서 브리엔츠호를 바라보는 베니겐까지 연장됐다. 베델리 철도는 처음에는 다른 스위스의 철도와 연결되어 있지 않아 오직 툰호와 브리엔츠호의 증기선 항로 사이를 연결하기 위한 것이었다. 1893년, 툰호선이 개통되면서 툰호를 따라 철도로 직접 툰까지 갈 수 있게 되었고, 그 다음부터는 베른과 그 밖의 도시까지 연결되었다.
1888년, 루체른 호수를 향한 알프나흐슈타트에서 브리엔츠 호수, 브리엔츠까지 브뤼닉 철도가 개통해 증기선 항로를 이용하여 인터라켄에서 루체른까지 이어졌다. 1916년에는 브리엔츠에서 인터라켄까지 철도가 연장되어 루체른까지는 철로로 직접 갈 수 있었다. 1890년 베르너 오버란트 철도가 관광지인 라우터브루넨과 그린델발트와 인터라켄을 연결했다.
교통망의 발전과 동시에 융프라우에 이르는 경로를 따라 숙박시설이 건설되었다. 특히 1860년부터 1875년까지, 1890년부터 1914년까지 융프라우와 주변 산들을 바라보는 많은 고급 호텔들이 문을 열었다. 새로운 쿠르샬도 1898년부터 1899년에 걸쳐 건설되었고, 1909년부터 1910년에는 리모델링되었다.
관광업 외에도 목공예 세공 공장이 1850년경부터 1935년까지 가동하고 있었다. 모직물 공장도 1921년에 문을 열었고, 20세기 후반에는 모직물 공장과 철제품 공장도 문을 열었다. 1988년 이후에는 A8 도로가 개통되었다.

### 현대의 인터라켄
관광업의 급성장은 1914년 제1차 세계대전에서 갑자기 멈췄다. 전후에는 어느 정도 성장이 회복되었지만, 제2차 세계대전에 의해 다시 급격히 둔화되었다. 전쟁으로 입은 타격에서 벗어나고자, 인터라켄은 1955년부터 회의나 대회의 개최지로서의 특색을 새롭게 내세우고, 2개의 핵심 지역을 중심으로 건설 계획을 진행되고 있다. 마텐과 운터제인도 새로운 건설계획에 참가해 인터라켄과 공통의 사회자본을 형성하고 있다. 다만, 이들 3개 자치체를 통합하는 찬반 주민투표는 1914년과 1927년에 부결되었다.

## 지리
인터라켄은 해발 566m에 위치해 있으며, 동쪽은 브리엔츠호, 서쪽은 툰호 사이에 있는 뵈델리(Bödeli)라는 충적지의 땅이다. 도시 이름은 ‘호수 사이’(라틴어 inter lacus)의 지리적 위치에서 유래되었다. 뤼치네강은 남쪽에서 브리엔츠호로 흐르지만 인터라켄 시에서는 흐르지 않는다.
인터라켄의 면적은 4.27km2이다. 전체 면적의 24.4%인 1.05km2가 농업용이고, 0.97km2가 산림용이다. 나머지 토지 중 47.2%인 2.03km2가 거주하며, 0.3km2는 강이나 호수, 0.01km2는 비생산적인 토지이다.
건축 면적 중 산업용 건축물이 전체 면적의 5.3%를 차지했고, 주택 및 건축물이 21.4%, 교통 인프라가 16.0%를 차지했다. 공원, 그린벨트, 스포츠 분야가 4.0%를 차지했다. 전체 면적의 20.9%가 산림이고 1.6%는 과수원이나 작은 나무 군락으로 덮여 있다. 농경지 중 6.5%, 목초지 16.3%가 재배용이며 1.6%는 과수원이나 덩굴작물에 사용된다. 시의 모든 물은 흐르는 물이다.

### 기후
인터라켄은 0 °C의 등온성의 온화한 여름 습윤 대륙성 기후(쾨펜의 기후 구분 Dfb)를 가지고 있다. 그러나 -3 °C의 등온성을 사용한다면 기후는 온대 해양성 기후(쾨펜의 기후 분류 Cfb)가 된다. 이 지역의 기후는 높낮이가 쾌적하고, 연중 강수량이 적당하다.
| 인터라켄 (1981-2010)의 기후 | 인터라켄 (1981-2010)의 기후 | 인터라켄 (1981-2010)의 기후 | 인터라켄 (1981-2010)의 기후 | 인터라켄 (1981-2010)의 기후 | 인터라켄 (1981-2010)의 기후 | 인터라켄 (1981-2010)의 기후 | 인터라켄 (1981-2010)의 기후 | 인터라켄 (1981-2010)의 기후 | 인터라켄 (1981-2010)의 기후 | 인터라켄 (1981-2010)의 기후 | 인터라켄 (1981-2010)의 기후 | 인터라켄 (1981-2010)의 기후 | 인터라켄 (1981-2010)의 기후 |
| 월                          | 1월                         | 2월                         | 3월                         | 4월                         | 5월                         | 6월                         | 7월                         | 8월                         | 9월                         | 10월                        | 11월                        | 12월                        | 연간                        |
| --------------------------- | --------------------------- | --------------------------- | --------------------------- | --------------------------- | --------------------------- | --------------------------- | --------------------------- | --------------------------- | --------------------------- | --------------------------- | --------------------------- | --------------------------- | --------------------------- |
| 일평균 최고 기온 °C (°F)    | 3.1 (37.6)                  | 5.1 (41.2)                  | 10.1 (50.2)                 | 14.1 (57.4)                 | 18.8 (65.8)                 | 21.9 (71.4)                 | 24.4 (75.9)                 | 23.5 (74.3)                 | 19.3 (66.7)                 | 14.4 (57.9)                 | 7.7 (45.9)                  | 3.8 (38.8)                  | 13.9 (57.0)                 |
| 일일 평균 기온 °C (°F)      | −0.3 (31.5)                 | 0.9 (33.6)                  | 4.9 (40.8)                  | 8.7 (47.7)                  | 13.2 (55.8)                 | 16.3 (61.3)                 | 18.4 (65.1)                 | 17.7 (63.9)                 | 14.0 (57.2)                 | 9.6 (49.3)                  | 4.0 (39.2)                  | 0.9 (33.6)                  | 9.0 (48.2)                  |
| 일평균 최저 기온 °C (°F)    | −3.6 (25.5)                 | −3.0 (26.6)                 | 0.3 (32.5)                  | 3.4 (38.1)                  | 7.9 (46.2)                  | 11.1 (52.0)                 | 13.2 (55.8)                 | 12.8 (55.0)                 | 9.5 (49.1)                  | 5.6 (42.1)                  | 0.6 (33.1)                  | −2.2 (28.0)                 | 4.6 (40.3)                  |
| 평균 강수량 mm (인치)       | 73 (2.9)                    | 70 (2.8)                    | 80 (3.1)                    | 87 (3.4)                    | 121 (4.8)                   | 138 (5.4)                   | 139 (5.5)                   | 144 (5.7)                   | 96 (3.8)                    | 78 (3.1)                    | 84 (3.3)                    | 86 (3.4)                    | 1,196 (47.1)                |
| 평균 강설량 cm (인치)       | 28.1 (11.1)                 | 26.5 (10.4)                 | 11.4 (4.5)                  | 0.8 (0.3)                   | 0 (0)                       | 0 (0)                       | 0 (0)                       | 0 (0)                       | 0 (0)                       | 0 (0)                       | 5.6 (2.2)                   | 17.8 (7.0)                  | 90.2 (35.5)                 |
| 평균 강수일수 (≥ 1.0 mm)    | 9.6                         | 8.7                         | 11.0                        | 10.6                        | 12.7                        | 13.4                        | 12.4                        | 12.6                        | 9.5                         | 9.3                         | 9.7                         | 9.6                         | 129.1                       |
| 평균 강설일수 (≥ 1.0 cm)    | 4.6                         | 4.7                         | 3.1                         | 0.4                         | 0                           | 0                           | 0                           | 0                           | 0                           | 0                           | 1.1                         | 3.2                         | 17.1                        |
| 평균 상대 습도 (%)          | 82                          | 78                          | 73                          | 70                          | 72                          | 73                          | 73                          | 76                          | 80                          | 82                          | 83                          | 83                          | 77                          |
| 평균 월간 일조시간          | 67                          | 79                          | 121                         | 151                         | 176                         | 188                         | 219                         | 193                         | 150                         | 104                         | 68                          | 53                          | 1,570                       |
| 가능 일조율                 | 42                          | 47                          | 46                          | 44                          | 43                          | 44                          | 51                          | 52                          | 52                          | 51                          | 42                          | 53                          | 46                          |
| 출처: MeteoSwiss            |                             |                             |                             |                             |                             |                             |                             |                             |                             |                             |                             |                             |                             |

## 인구
인터라켄의 인구는 5,719명이다.  2010년 기준으로, 인구의 26.4%가 거주 외국인이다. 지난 10년(2000-2010) 동안 인구는 5.3%의 비율로 변화했다. 이민은 8.2%를 차지했고 출생과 사망은 -1.9%를 차지했다.
인구의 대부분이 독일어(83.4%)를 사용하며, 포르투갈어가 2위 (198명)이고 이탈리아어가 3.8%이다. 프랑스어를 사용하는 64명과 로만슈어를 사용하는 11명이 있다.
2008년 기준으로 인구는 남성 47.5%, 여성 52.5%이다. 인구는 1,830명의 스위스 남성(전체 인구의 33.7%)과 751명의 비스위스계 남성(전체 인구의 13.8%)으로 구성되어 있다. 2,164명의 스위스 여성 (39.9%)과 684명의 비스위스계 여성 (12.6%)이 있었다. 2000년에 인구 중 988명(약 19.3%)이 인터라켄에서 태어나서 살았다. 같은 지역 출신은 1,923명(37.6%)으로 가장 많았고, 스위스 이외의 지역에서는 805명(15.7%)이, 스위스 외 지역에서는 1,185명(23.1%)이 태어났다.
2000년 기준으로 어린이와 청소년(0-19세)은 전체 인구의 19.3%, 성인(20-64세)은 63.1%, 노인(64세 이상)은 17.6%를 차지한다. 같은 해에, 지방 자치체에는 2,158명의 미혼자와 결혼하지 않은 사람들은 결혼하지 않았다. 결혼한 사람은 2,288명, 미망인 또는 미망인 367명, 이혼한 사람은 306명이다.
2000년 기준으로, 자치체에는 2,418명의 민간 가구가 있으며, 가구당 평균 2.0명이 거주하고 있다. 1인 가구 1041가구, 5인 이상 가구 74가구가 있었다. 영구 입주 아파트는 총 2,292가구(전체의 83.5%)였으며 계절별 입주 아파트 329가구(12.0%)와 빈 아파트 125가구(4.6%)가 입주했다. 2009년까지 신규 주택 건설률은 주민 1000명당 4.6호였다.
2003년 현재 인터라켄의 평균 아파트 임대 가격은 1013이다.월 98 스위스 프랑(CHF)(810달러, £460, 약 650). 2003년부터의 환율). 방 1개짜리 아파트의 평균 요금은 642.58 스위스 프랑(510 파운드, 290 유로, 410 유로), 방 2개짜리 아파트는 741.20 스위스 프랑(590 파운드, 330 유로, 470 유로), 방 3개짜리 아파트는 945.28 스위스 프랑(760 파운드, 30 유로) 이상이다. 인터라켄의 평균 아파트 가격은 전국 평균 1,116 스위스 프랑의 90.9%였다. 2010년 시의 공실률은 0.1%였다.
역사적 인구는 다음의 차트와 같다:

## 관광

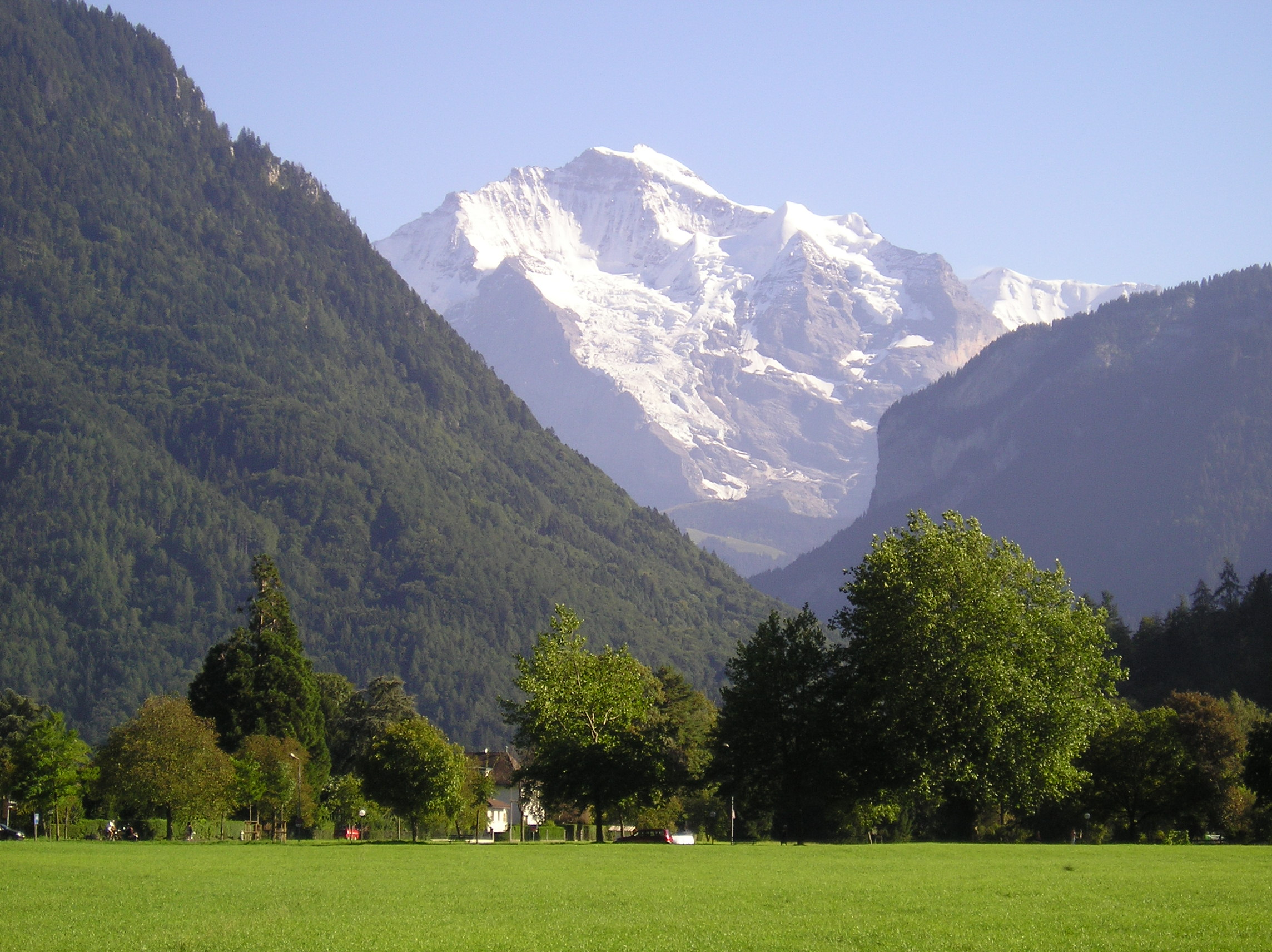
Höhematte에서 본 융프라우

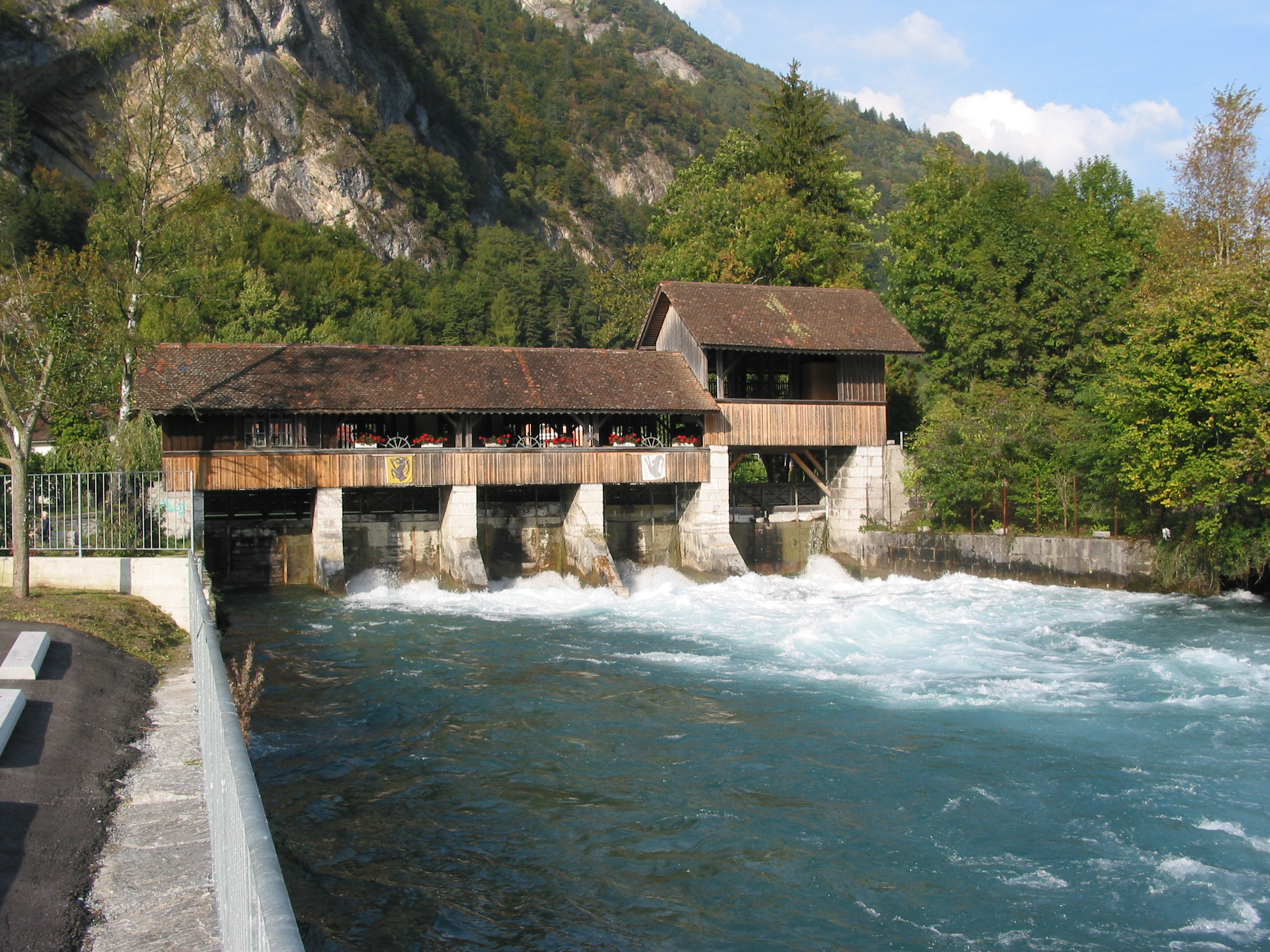
아레강의 보

그 마을은 주로 주변 지역을 탐험하기 위한 기지이다. 주요 명소로는 융프라우(4,158m), 묀히(4,107m), 아이거(3,967m) 등이 있다. 산악인들만이 이 산의 봉우리에 접근할 수 있는 반면, 일련의 산악 철도는 융프라우와 묀히 사이의 능선(3,454m)인 융프라우호흐에 접근할 수 있다. 이곳은 유럽에서 기차로 갈 수 있는 가장 높은 지점이다.
인터라켄에 더 들어가 도시 북쪽에 있는 하더쿨름(Harderkulm , 1,321m)과 남쪽에 있는 쉬니게 플라테(Schynige Platte, 1,967m)도 철도로 접근할 수 있으며 더 높은 산의 광활한 전망을 제공한다. 툰 호수와 브리엔츠 호수는 모두 마을과 가깝고, 아레강은 마을을 통해 동서로 흐른다. 두 호수 모두 보트 여행을 할 수 있는 운행편이 있고, 다양한 호숫가 마을들을 운행한다. 그 중 하나인 브리엔츠는 스위스에서 마지막으로 운행되는 증기기관 중 하나인 브리엔츠 로트호른 철도의 출발점이다.
융프라우 공원은 인터라켄의 바로 남쪽에 위치해 있다. 원래 작가 에리히 폰 데니켄이 소유한 초자연적인 테마파크인 미스터리파크로 개장했으나 재정난으로 3년 만에 2006년 문을 닫았다. 2009년에 현재의 모습으로 재개장했다.
인터라켄에는 다양한 등급의 호텔들이 많이 있으며, 그 중 대부분은 마을의 두 기차역을 연결하고 산을 조망할 수 있는 거리인 회헤벡(Höheweg)을 따라 위치해 있다. 다른 호텔들은 두 역 중 하나 또는 다른 역 주변에 모여 있거나, 인접한 운터젠강 건너에 위치해 있다.
인터라켄은 배낭 여행객들을 위한 여행지이기도 하다. 스카이다이빙, 협곡, 행글라이딩, 패러글라이딩, 스키 등의 가이드 서비스를 제공하는 배낭 여행객 친화적인 수많은 호텔과 회사들이 있다.

## 교통

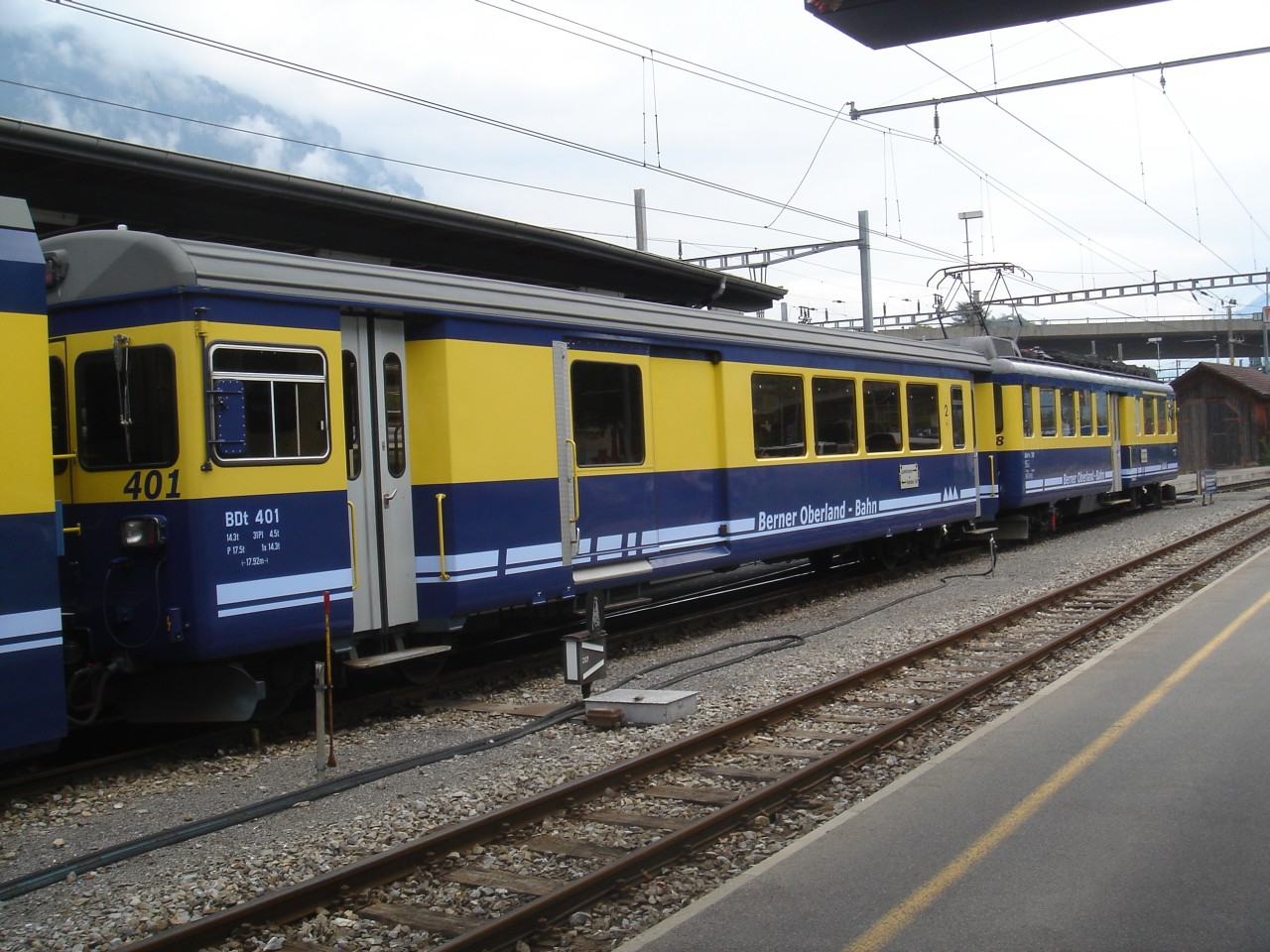
베르너 오버란트 열차, 인터라켄

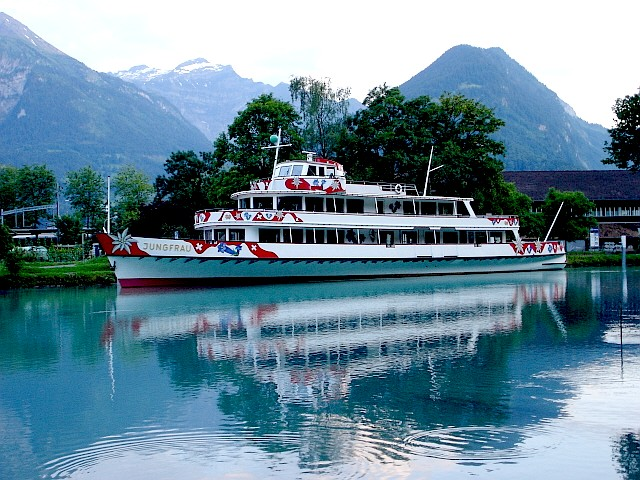
브리엔츠호 여객선 융프라우(Jungfrau), 인터라켄

인터라켄에는 인터라켄 동역과 인터라켄 서역이 있으며, 두 역 모두 슈피에츠, 툰, 베른 및 그 너머로 직통하는 BLS AG 투네르제 선이 운행되며, 베른에서 나머지 스위스 지역까지 연결된다. TGV는 파리, ICE는 프랑크푸르트, 베를린으로 국제선 서비스를 제공하고 있다.
튀네르제 선의 종착역일 뿐만 아니라, 브리엔츠, 마이링엔, 루체른으로 이어지는 첸트랄반 선의 종착역이기도 하다. 베르너 오버란트 철도는 인터라켄 동역에서 출발하여 융프라우 지방과 유럽에서 가장 높은 융프라우요흐역까지 이어지는 산악 철도 노선 중 첫 번째 단계를 제공한다.
보트 서비스는 BLS AG에 의해 운영된다. 툰호의 배는 툰 호수와 인터라켄 선박 운하를 통해 연결된 서쪽 역 근처의 부두에서 운항한다. 브리엔츠 호수의 보트들은 인터라켄 동역 근처의 아레강 부두에서 운항한다. 두 호수 사이의 아레강의 나머지 부분은 여러 개의 보에 의해 통제되어 항해할 수 없다.
인터라켄은 A8 고속도로를 통해 툰과 루체른까지 연결되며, 스위스의 다른 자동차 도로로 연결된다. 지방 도로도 호수의 둑을 따라 동쪽과 서쪽으로 흐르며, 뤼치네 계곡을 따라 융프라우 지방으로 이어진다. 그러나 이 지역의 산맥을 가로질러 남쪽으로 발레주까지 직접 연결되는 도로는 없으며, 가장 가까운 도로는 그림젤 고개이다.
보다 가까운 지역에서는 하더반(Harderbahn)과 하임베흐플루반(Heimwehfluhbahn)이라는 두 개의 고속철도가 인근 유리한 지점에 서비스를 제공한다. 포스트버스 스위스가 시외 버스편을 제공하며, 베르케르스베트리베(Verkehrsbetriebe) STI는 툰까지 시외 버스 서비스를 운영하고 있다.

## 자매 도시
- 일본 오쓰시
- 미국 스코츠데일